# Hydroeciodes catadea
Hydroeciodes catadea là một loài bướm đêm trong họ Noctuidae.